# Пулитцеровская премия 2011 года
Объявление победителей Пулитцеровской премии 2011 года состоялось 18 апреля.

## Журналистика
- За служение обществу
  - Los Angeles Times «за разоблачение коррупции в небольшом калифорнийском городе Белл[англ.], где чиновники тратили бюджетные деньги на выплату себе непомерных зарплат.»[1]
- За выдающуюся подачу сенсационного материала
  - не присуждалась.[2]
- За выдающееся расследование
  - Пэйдж Сент-Джон[англ.] (Сарасота Геральд Трибьюн[англ.]) «за её экспертизу слабых сторон в системе страхования имущества, жизненно важной для флоридских домовладельцев.»[3]
- За мастерство
  - Марк Джонсон[англ.], Кэтлин Галлахер[англ.], Гари Портер[англ.], Лу Сальдивар[англ.] и Алисон Шервуд[англ.] (Милуокский журнал Sentinel[англ.]) «за серию репортажей „Один на миллиард: врачебная история мальчика“, рассказавших о 4-летнем Николасе Уолкере, страдавшем от неизвестной болезни.»[4]
- За освещение местных новостей
  - Фрэнк Мэйн[англ.], Марк Конкол[англ.] и Джон Ким (Чикаго Сан-Таймс) «за статьи о насилии в пригородах Чикаго и привычке молчания, позволяющей насилию продолжаться.»[5]
- За раскрытие национальной темы
  - Джесси Айзингер[англ.] и Джейк Бернштейн[англ.] (ProPublica) «за статьи о том как некоторые банкиры с Уолл-Стрит в погоне за прибылями за счет своих клиентов отодвигали начало финансового кризиса, но затем сделали кризис ещё более глубоким.»[6]
- За международный репортаж
  - Клиффорд Леви и Эллен Барри (The New York Times) «за свои упрямые и настойчивые репортажи, которые рисуют без всяких прикрас нерешительную и ненадёжную судебную систему России, и эти репортажи оказывали заметное влияние на ход споров внутри страны.»[7]
- За очерк
  - Эми Эллис Натт[англ.] (The Star-Ledger, Ньюарк, Нью-Джерси) «за её глубоко копавшую историю о таинственном затоплении рыболовного судна „Дева Мария“ (Lady Mary), в результате чего шесть человек утонули.»[8]
- За комментарий
  - Дэвид Леонхардт (The New York Times) «за изящное проникновение в сложные экономические вопросы Америки, от дефицита федерального бюджета до реформы здравоохранения.»[9]
- За художественную критику
  - Себастьян Сми[англ.] (The Boston Globe) «за его живые и обильные статьи об искусстве, часто принося великие произведения к жизни с любовью и признательностью.»[10]
- За редакционный комментарий
  - Джозеф Раго[англ.] (The Wall Street Journal) «за его хорошо проработанные, передовые статьи, бросающие вызов реформе здравоохранения, инициированной Бараком Обамой.»[11]
- За карикатуры[англ.]
  - Майк Киф[англ.] (The Denver Post) «за его широко распространённые карикатуры, которые используют свободный и экспрессивный стиль для передачи сильных и остроумных сообщений.»[12]
- За новостную фотографию
  - Кэрол Гузи[англ.], Никки Кан[англ.] и Рики Кариоти[англ.] (The Washington Post) «за их портрет крупным планом горя и отчаяния после катастрофического землетрясения в Гаити.»[13]
- За художественную фотографию
  - Барбара Дэвидсон[англ.] (Los Angeles Times) «за серию чёрно-белых фотографий, посвящённых жертвам, невинно пострадавшим при перестрелке уличных бандитов.»[14]